# Bernardo Pasquini
Bernardo Pasquini (Massa e Cozzile, 1637. december 7. – Róma, 1710. november 21.) olasz barokk zeneszerző, csembalista és orgonista.

## Élete és munkássága
Pasquini 1637-ben született Toszkánában. Zenei tanulmányait Rómában végezte, ahol 1650-ben telepedett le a családja. Antonio Cesti és Loreto Vittori tanítványa volt. Megismerte Palestrina zenéjét és Girolamo Frescobaldi műveit. Frescobaldi 1643-ban halt meg és még igen eleven volt az emléke az örök városban, Palestrina pedig eleve nagy tiszteletnek örvendett, ennek következtében az ekkoriban a városban zenét tanuló ifjak számára kikerülhetetlen szerzők voltak.
Pasquini 1663 körül, tanulmányai befejeztével a Santa Maria Maggiore templom orgonistája lett, majd 1664-után a Saine-Maria d’Aracoeli templomban is működött. 1664-ben Párizsba kísérte Flavio Chigi bíborost és lehetősége volt fellépni XIV. Lajos előtt. Aztán 1670 körül a Borghese család szolgálatába állt, mint csembalista és kórusmester. Ezeket a pozíciókat egészen haláláig sikerült megtartania. 1690-ben az elsők között választották meg az Árkádia Akadémia tagjának. Az intézmény megalakulását és működését Ottoboni bíboros, a későbbi VIII. Sándor pápa támogatta (pápaként is híres mecénás maradt), aki az alapításkor kikötötte, hogy az akadémiának alakítania kell egy olasz operatársulatot. 
Pasquini számos kiváló korabeli zenésszel dolgozott együtt az akadémia tagjaként. A tagok közé tartozott Alessandro Scarlatti, Arcangelo Corelli és a Marcello testvérek is (Benedett és Alessandro). Pasquini 1710-ben megbecsült zeneszerzőként halt meg Róma városában.
Műveinek jegyzékében szerepel 17 oratórium, 14 opera, számos motetta és kantáta. Azonban a zenetörténetbe elsősorban billentyűs hangszerekre írt műveivel írta be a nevét. Orgonára, csembalóra és zongorára írt darabjai négy kéziratos kötetben maradtak fenn. Jellemző, hogy az orgonát és a zongorát nem különítette el darabjaiban. A ricercarjai már nem annyira tagoltak, fontos lépést jelentenek a fúga forma kialakulása felé. A toccaták feloldották a többrészességet, illetve egyes esetekben annyira fellazult az egyes szakaszok közti összefüggés, hogy az a többtételesség látszatát keltette a szerző. Ez már előre mutat a későbbi toccata-fúga tételpár felé. Pasquini műveiben jelenik meg először Itália területén a zongora szvit műfaja. A szvitek és a variációk is már a gáláns stílusra mutatnak előre. 

## Meghallgatható felvételek
Toccata Cuckoo Scherzóval

Probléma esetén lásd:Médiafájlok kezelése.